# El impostor inverosímil Tom Castro
«El impostor inverosímil Tom Castro» es un cuento de Jorge Luis Borges recogido en Historia universal de la infamia (1935). Como varios de los relatos del libro, se enfoca en los temas del reconocimiento y de la muerte. En el prólogo a la edición de 1954, el autor describe la obra como «el irresponsable juego de un tímido, que no se animó a escribir cuentos y se distrajo en falsear y tergiversar ajenas historias». En «El impostor inverosímil Tom Castro», la construcción sociopolítica del cuento se basa en la falta de reconocimiento del epónimo personaje principal.

## Historia de la publicación
La primera aparición del cuento fue como «Historia universal de la infamia: El impostor inverosímil Tom Castro» en Crítica: Revista Multicolor de los Sábados 1.8 (30 de septiembre de 1933), p. 1. Luego fue publicado en la colección Historia universal de la infamia (Tor, 1935) como «El impostor inverosímil Tom Castro».

### La Enciclopedia
Continuando la tendencia de Borges de mezclar la ficción con la verdad, la historia de «El impostor inverosímil Tom Castro» viene de la undécima edición de la Enciclopedia Britannica, como indica en el «Índice de las fuentes» de Historia universal de la infamia. Según Daniel Balderston, la fuente específica es el artículo escrito para esa enciclopedia por Thomas Seccombe, profesor de historia en la Universidad de Londres, sobre el caso Tichborne. Entonces, anota Sergio Waisman, «El impostor inverosímil Tom Castro», como otro cuento famoso de Borges «Tlön, Uqbar, Orbis Tertius», utiliza la enciclopedia como «punto de partida» para crear una nueva historia. Sin embargo, Annick Louis también observa que en sí, el cuento no hace alusión a ninguna fuente, pero las fechas que proporciona Borges son tan precisas que contribuyen a una apariencia verídica.

### Precursores e influencias
Respecto a los precursores del libro, el crítico Timothy Weiss identifica Las mil y una noches como un elemento que inspiró la escritura de Historia universal de la infamia, a través de los temas de lo raro, lo infame y lo fantástico; así como el azar, el destino y la coincidencia. Además, Balderston señala a Robert Louis Stevenson como una influencia de este cuento en cuanto al tratamiento de la luz y las caricaturas intensificadas y Enrique Anderson Imbert nota la influencia de G. K. Chesterton por el hecho de que este «ya había narrado irónicamente la impostura del actor Wilks que se hace pasar por el profesor Worms». Borges mismo, en el prólogo a la primera edición, revela que los cuentos del libro «derivan, creo, de mis relecturas de Stevenson y de Chesterton y aun de los primeros films de von Sternberg y tal vez de cierta biografía de Evaristo Carriego».

## Trama

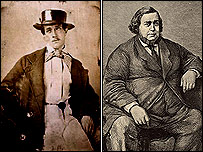
Roger Tichborne (a la izquierda) y Arthur Orton (Tom Castro)

El cuento se centra en el personaje de Arthur Orton, quien nació en el barrio londinense de Wapping. Después de una infancia difícil, Orton decide huir al mar y en Valparaíso cambia su nombre a Tom Castro. En Sídney, Australia, conoce a Bogel, un sirviente negro, y se hace amigo de él. Un día, ambos leen en el diario local sobre el naufragio de la nave Mermaid en el Atlántico y el pasajero Roger Charles Tichborne, quien supuestamente se hundió con el barco. La madre de Roger, Lady Tichborne, no quiere creer en la muerte de su hijo y publica avisos en los periódicos para buscarle. Después de leer eso, Bogel tiene la idea de que Tom Castro finja ser Tichborne, a pesar de que los dos no tuvieran en común ni la apariencia física ni la educación. No obstante, Bogel no quiere que Castro imite a Tichborne, pues considera que sería más creíble que el pretendiente no tratara de parecerse a Tichborne. Castro escribe a Lady Tichborne y da la prueba de su identidad al recordar un episodio de su niñez. Aunque es ficticio, Lady Tichborne lee la carta hasta que encuentra los recuerdos y cree que su niño está vivo. Bogel y Castro se presentan ante Lady Tichborne y ella reconoce en él a su hijo perdido. Poco después, Lady Tichborne muere y «los parientes entablan querella contra Arthur Orton por usurpación de estado civil». Algunos creen que él es Tichborne, otros no. El tribunal condena a Orton a catorce años de trabajo forzado. Antes de que Orton sea condenado, Bogel muere atropellado por un carruaje y cumple la muerte que predijo años antes. Orton, después de salir del cárcel, pronuncia conferencias, a veces diciendo que fue inocente, a veces diciendo lo opuesto. Muere en el año 1898.

## Personajes principales
- Arthur Orton, alias Tom Castro, alias Roger Tichborne
- Ebenezer Bogle
- Roger Charles Tichborne
- Lady Tichborne

## Temas

### El narrador
Al principio, el cuento tiene un narrador de primera persona presente que empieza de hablar de Tom Castro sin tratar de esconderse y, en palabras del crítico Thomas Lyon, «admite francamente que lo que está a punto de decir puede ser mera fantasía o diversión imaginativa». O en palabras de Borges mismo: «Ese le doy...y es justo que lo asuma otra vez, ahora que retorna a estas tierras- siquiera en calidad de mero fantasma y de pasatiempo del sábado». Aquí, el lector se puede confundir, porque podría pensar que está leyendo una historia verdadera.
A lo largo de la historia, el narrador está personalmente presente y de vez en cuando aparece para comentar una nota de pie, por ejemplo después de la primera frase. Sin embargo Lyon afirma que al final del cuento, «el narrador de primera persona se ha esfumado en la anonimia» y de esta manera permite que los eventos se desarrollan por sí mismos, sin sus intervenciones directas.

### La descripción
Según Louis, las descripciones de los personajes en Historia universal de la infamia (entre otros, Tom Castro) se caracterizan a través de algunos rasgos rápidos; entonces, lo que define a los personajes son las acciones en vez de la representación física o psicológica. Por lo tanto, hay una negación del realismo y de la narración psicológica.

### El destino
En cuanto al tema del destino en «El impostor inverosímil Tom Castro», la relación de Lady Tichborne con Tom Castro muestra la construcción político o social que trata de vincular la existencia individual con su propio destino; en este caso la construcción se basa en el momento en que Lady Tichborne ve a su hijo en la cara de Castro y entonces empiezan los pasos del destino de Castro.

### El impostor
Según Bernal Herrera, la narración del cuento muestra lo arbitrario de los signos linguïsticos, es decir, muestra su aspecto «impostor». Un ejemplo, entre otros, es el nombre de nacimiento de Tom Castro, Arthur Orton: en el cuento «el nombre "falso" desplaza al "verdadero"». Además, el nombre «falso» está incluido en el título del relato y el «verdadero» recién se da a conocer en el texto.
Adicionalmente, el título del cuento prefigura la naturaleza oximorónica de la historia: por lo general, un impostor trata de asumir la apariencia y rasgos generales del individuo que quiere impersonar, pero Tom Castro es «el impostor inverosímil» porque evita hacer justamente eso.
Tom Castro representa un juego fantasmal a través de su nombre porque en realidad hay dos: «en la partida de bautismo figura Orton, mientras que el relator prefiere por lo general el nombre con el cual el héroe aparece más tarde. A esto hay que agregar que Tom Castro pretende fraudulentamente Ilevar otro nombre: el de un muerto».

### El simulacro de la realidad
El hecho de que Tom Castro no trata ni de parecerse a Tichborne ni de hablar como él, señala que las semejanzas entre la realidad y la invención podrían provocar sospechas, «porque el fantasma de lo idéntico estaría enturbiando siempre la copia». Sin embargo, también lo podemos ver del inverso. En palabras del autor y crítico Tomás Eloy Martínez: «la imposibilidad del parecido no es leído como lo que es», es decir, un simulacro, sino como el reducimiento del paso de tiempo.

### El viaje
Marta Gallo identifica «la búsqueda» como uno de los componentes fundamentales de muchos cuentos de Borges. En «El impostor inverosímil Tom Castro», el viaje representa «la búsqueda» de Tom Castro. Más específicamente, el viaje en este cuento es una huida: Arthur Orton comienza su aventura «huyendo al mar» para «romper con la autoridad de sus padres». Sin embargo, aquí no hay el objeto búscado tradicional, como en el Quijote, sino «la calificación del objeto búscado» en este cuento es algo negativo porque representa al rechazo (en la huida).